# Suruç
Suruç [ˈsuɾut͡ʃ] is een stad en district in de Turkse provincie Şanlıurfa. Het district telde in 2008 102.109 inwoners, de stad 57.878. Het district heeft een oppervlakte van 735,2 km². Suruç ligt in het zuidwesten van de provincie, ca. 10 kilometer van de grens met Syrië. De naam is te herleiden tot het Syrische Serugh, wat "geweven" betekent. De stad heette vroeger Batnan of Batnae.

## Geschiedenis
De plaats is gesticht in de Soemerische periode en was aanvankelijk een belangrijk centrum voor de zijdefabricage. Onder de Romeinse keizer Constantijn de Grote kwam de stad onder het bestuur van Edessa, dat 46 kilometer zuidwestelijk van Suruç ligt. Een beroemde inwoner van het district is de Syrische bisschop en theoloog Jacobus van Sarug (ca. 451-521). 
In 639 werd de stad overgedragen aan het Kalifaat van de Abbasiden. Tijdens Mongoolse invasies werd de stad verwoest. In 1517 werd het gebied door Selim I bij het Ottomaanse Rijk gevoegd.
In 1918 werd Suruç bezet door Britse troepen, in 1919 door Franse. Tegenwoordig wonen er overwegend Koerden.
Op 20 juli 2015 kwamen bij een bomaanslag in Suruç ruim 30 mensen om het leven.

## Bevolking
De bevolkingsontwikkeling van het district is weergegeven in onderstaande tabel.
| 1997   | 2000   | 2007    |
| ------ | ------ | ------- |
| 94.927 | 82.247 | 102.667 |